# Långsjön (Solleröns socken, Dalarna)
Långsjön är en sjö i Mora kommun i Dalarna och ingår i Dalälvens huvudavrinningsområde. Sjön har en area på 0,13 kvadratkilometer och ligger 412,2 meter över havet. Sjön avvattnas av vattendraget Ekorrån.

## Delavrinningsområde
Långsjön ingår i det delavrinningsområde (674770-142542) som SMHI kallar för Utloppet av Långsjön. Medelhöjden är 448 meter över havet och ytan är 4,25 kvadratkilometer. Det finns inga avrinningsområden uppströms utan avrinningsområdet är högsta punkten. Ekorrån som avvattnar avrinningsområdet har biflödesordning 3, vilket innebär att vattnet flödar genom totalt 3 vattendrag innan det når havet efter 318 kilometer. Avrinningsområdet består mestadels av skog (87 procent). Avrinningsområdet har 0,13 kvadratkilometer vattenytor vilket ger det en sjöprocent på 3,1 procent.